# Esmilacàcies
Les esmilacàcies (Smilacaceae) són una família monotípic]a de plantes angiospermes de l'ordre de les lilials dins del clade de les monocotiledònies, de distribució cosmopolita, especialment a les zones tropicals, subtropicals i temperades.

## Descripció
Són plantes herbàcies, arbusts o lianes, sovint amb espines a la tija. Les fulles són alternes i peciolades, posseeixen circells apariats peciolars, i el limbe presenta moltes venes fortes longitudinals i venació fina reticulada. Les flors són bastant petites, tenen sis tèpals i s'agrupen en inflorescències umbel·lades. Les flors masculines tenen sis estams i les femenines sis estaminodis. El fruit és una baia.

## Taxonomia
La família de les esmilacàcies va ser descrita per primer cop l'any 1799 al segon volum de l'obra Tableau du Règne Végétal, Selon de Méthode de Jussieu del botànic francès Étienne Pierre Ventenat (1757-1808).
Aquesta família havia tingut dos gèneres, Smilax i Heterosmilax, però els estudis filogenètics van demostrar que aquesta divisió tradicional no tenia fonament i calia integrar totes les espècies en un únic gènere. El gènere Smilax conté 262 espècies. L'única espècie nativa dels Països Catalans és l'arítjol (Smilax aspera).